# Sericochroa hollandi
Sericochroa hollandi är en fjärilsart som beskrevs av William Schaus 1923. Sericochroa hollandi ingår i släktet Sericochroa och familjen tandspinnare. Inga underarter finns listade i Catalogue of Life.